# Peter Haggett
Peter Haggett (Pawlett, Somerset, 1933. január 24. – 2025. február 9.) brit geográfus és akadémikus, professzor emeritus és tudományos főmunkatárs a Bristoli Egyetem Földrajzi Intézetében.

## Pályafutása
Középiskolai tanulmányait Bridgwaterben, a Dr. Morgan Gimnáziumban végezte. Visszaemlékezése szerint gyermekkorában a vidéken tett sétáknak köszönheti a földrajz iránti érdeklődését.
1951-ben kezdte meg egyetemi tanulmányait Cambridge-ben, a Szent Katalin Főiskolán, földrajz szakon. Peter Hall (később Sir Hall) az ismert földrajztudós kortársa volt. Haggett 1954-ben kitüntetéssel végzett.
Fél évszázadot felölelő egyetemi karrierjében Haggett professzor társadalomföldrajzi kutatásai jelentős eredményeket értek el; szerzője vagy szerkesztője több, mint 30 könyvnek, elméletnek vagy hipotézisnek. A világ számos intézményében töltött be tanári állást vagy szerepelt vendégelőadóként, de a legerősebb szálak a Bristoli Egyetemhez fűzik, ahol 1966 óta tölt be egyetemi előadói állást. A sok díj és elismerés közül ki kell emelni, hogy Haggett a Brit Birodalom Érdemrendjének parancsnoki fokozatát kapta 1993-ban a városi és regionális földrajzért tett szolgálatáért.
Haggett pályája második felében az epidemiológia földrajzi kutatására és a fertőző betegségek terjedésére és térbeli összefüggéseinek feltárására szakosodott.

## Magyarul megjelent művei
- Geográfia. Globális szintézis; szerk. Csuták Máté, ford. Bajmóczi Péter et al.; Typotex, Bp., 2006